# Epidermolisi bollosa distrofica
L'epidermolisi bollosa distrofica è una forma di epidermolisi bollosa ereditaria, una genodermatosi caratterizzata dalla formazione di bolle subepidermiche in seguito a lievi traumi.

## Epidemiologia
L'epidermolisi bollosa giunzionale ha un'incidenza di 2,86 casi ogni 100 000 abitanti e una prevalenza di 0,99 casi ogni 100 000 abitanti per le forme a trasmissione autosomica dominante, un'incidenza di 2,04 casi ogni 100 000 abitanti e una prevalenza di 0,99 casi ogni 100 000 abitanti per le forme ad autosomico recessiva. Non sembrano esservi differenze a seconda del sesso, etnia o nazionalità.

## Classificazione
Le epidermolisi bollose distrofiche vengono distinte in forme a trasmissione autosomica dominante e forme a trasmissione autosomico recessiva. Possono poi essere ulteriormente classificate a seconda del gene mutato e in base alle caratteristiche cliniche.
| Sottotipo                                                          | Ereditarietà | Gene   | Proteina              | Gravità    |
| ------------------------------------------------------------------ | ------------ | ------ | --------------------- | ---------- |
| Epidermolisi bollosa distrofica dominante generalizzata            | AD           | COL7A1 | collagene di tipo VII | intermedia |
| Epidermolisi bollosa distrofica dominante acrale                   | AD           | COL7A1 | collagene di tipo VII | lieve      |
| Epidermolisi bollosa distrofica dominante pretibiale               | AD           | COL7A1 | collagene di tipo VII | intermedia |
| Epidermolisi bollosa distrofica dominante pruriginosa              | AD           | COL7A1 | collagene di tipo VII | intermedia |
| Epidermolisi bollosa distrofica dominante limitata alle unghie     | AD           | COL7A1 | collagene di tipo VII | lieve      |
| Dermolisi bollosa transitoria dominante del neonato                | AD           | COL7A1 | collagene di tipo VII | intermedia |
| Epidermolisi bollosa distrofica recessiva generalizzata severa     | AR           | COL7A1 | collagene di tipo VII | severa     |
| Epidermolisi bollosa distrofica recessiva generalizzata intermedia | AR           | COL7A1 | collagene di tipo VII | intermedia |
| Epidermolisi bollosa distrofica recessiva localizzata              | AR           | COL7A1 | collagene di tipo VII |            |
| Epidermolisi bollosa distrofica recessiva inversa                  | AR           | COL7A1 | collagene di tipo VII |            |
| Epidermolisi bollosa distrofica recessiva pretibiale               | AR           | COL7A1 | collagene di tipo VII |            |
| Epidermolisi bollosa distrofica recessiva pruriginosa              | AR           | COL7A1 | collagene di tipo VII |            |
| Epidermolisi bollosa distrofica recessiva centripeta               | AR           | COL7A1 | collagene di tipo VII |            |
| Dermolisi bollosa transitoria recessiva del neonato                | AR           | COL7A1 | collagene di tipo VII |            |

## Patogenesi
La causa è genetica, l'anomalia riguarda il gene codificante per il collagene di tipo VII.

## Clinica
Forme a trasmissione autosomico dominante
- L'epidermolisi bollosa distrofica dominante generalizzata è una forma comune caratterizzata dalla formazione di bolle siero-emorragiche dolenti in particolar modo sopra le protuberanze ossee come gomiti, dorso delle mani, ginocchia e dorso dei piedi; le lesioni si risolvono con esiti cicatriziali e formazione di grani di miglio. Si possono verificare erosioni al cavo orale e papule rosso-violacee circondate da un orletto brunastro, isolate o confluenti, localizzate a tronco e arti, note come lesioni albo-papuloidi. La formazione di bolle tende ad attenuarsi in età adulta. Si riscontrano distrofia ungueale, ipoplasia o delle lamine ungueali o anonichia con sostituzione della lamina ungueale da con tessuto cicatriziale atrofico.[3]
- L'epidermolisi bollosa distrofica dominante acrale è una forma rara caratterizzata dalla formazione di bolle siero-emorragiche dolenti concentrate a mani e piedi. Le lesioni guariscono con esiti cicatriziali atrofici e formazione di grani di miglio. In rari casi si può riscontrare un coinvolgimento delle mucose del cavo orale, della faringe e dell'esofago.[4]
- L'epidermolisi bollosa distrofica dominante pretibiale è una forma rara caratterizzata dalla formazione di bolle siero-emorragiche dolenti, ad esordio in età infantile o adulta, concentrate sulla superficie tibiale ma che si verificano spesso anche in corrispondenza delle protuberanze ossee principali. Le lesioni guariscono con esiti cicatriziali atrofici e formazione di grani di miglio. Si verificano spesso lesioni albo-papuloidi pruriginose dall'aspetto simile al lichen planus, distrofia ungueale a mani e piedi.[5]
- L'epidermolisi bollosa distrofica dominante pruriginosa è una forma rara caratterizzata dalla formazione di lesioni bollose, papulo-nodulari (prurigo-like) o papulose violacee ed ipertrofiche (simili al lichen planus ipertrofico alle gambe e in minor misura al resto degli arti e al tronco. Le lesioni sono intensamente pruriginose. L'esordio delle lesioni, come per la forma tibiale, può avvenire in età adulta.[6]
- L'epidermolisi bollosa distrofica dominante limitata alle unghie è una forma caratterizzata da una storia familiare di distrofia ungueale limitata alle unghie degli alluci o generalizzata e da un singolo membro della famiglia mostrante un fenotipo "classico" di epidermolisi bollosa con bolle siero-emorragiche dolenti alla cute e alle mucose conseguenti a lievi traumi, esiti cicatriziali atrofici e grani di miglio. I pazienti presentano mutazioni eterozigoti del gene COL7A1.[7]
- La dermolisi bollosa distrofica transitoria dominante del neonato è una forma caratterizzata dalla formazione di bolle siero-emorragiche dolenti localizzate o generalizzate, ad esordio alla nascita e spontaneo miglioramento nelle prime settimane o nei primi mesi di vita che sembra essere dovuto ad un aumento della sintesi di collagene di tipo VII a livello della giunzione dermo-epidermica. In alcuni casi si verifica la completa risoluzione delle lesioni.[8]

Forme a trasmissione autosomico recessiva
- L'epidermolisi bollosa distrofica recessiva generalizzata severa è una forma caratterizzata dalla formazione di bolle siero-emorragiche pruriginose e dolenti generalizzate con esordio in età infantile. La fragilità cutanea è estrema e le bolle si formano spontaneamente o in seguito a traumi molto lievi. Le aree maggiormente soggette a trauma come gomiti, dorso delle mani, dorso, ginocchia, dorso dei piedi, perineo sono spesso disepitelizzate. Le lesioni guariscono lasciando dapprima croste siero-ematiche, poi erosioni essudanti quindi esiti cicatriziali atrofici o ipertrofici, in particolare in corrispondenza delle protuberanze ossee e delle articolazioni; si riscontrano inoltre grani di miglio. I pazienti presentano spesso alopecia cicatriziale. La cornea può presentare opacità, cicatrici, ulcere e si può verificare simblefaron. Sono comuni gravi erosioni al cavo orale che possono portare ad anchiloglossia e microstomia, la lingua presenta perdita delle papille e una superficie lucida e atrofica, le gengive sono particolarmente soggette a sanguinamento, i denti possono presentare anomalie dello smalto, ipoplasia e sono soggetti a carie. Le erosioni guariscono lentamente, possono trasformarsi in ulcere e sono particolarmente soggette a sovrainfezioni. L'esofago è quasi sempre interessato da estese erosioni e ulcere che provocano disfagia per i cibi solidi, odinofagia e, insieme alle lesioni del cavo orale e faringee contribuiscono a rendere molto difficoltosa l'alimentazione con conseguente ritardo di crescita e anemia refrattaria. La maggior parte dei pazienti va incontro a ostruzioni e stenosi esofagee in età giovanile causate dalle cicatrici e dalla fibrosi. A causa della continua comparsa di lesioni bollose seguite da esiti cicatriziali si verificano spesso pseudo-sindattilia e contratture a mani e piedi già in età infantile sino a gravi deformità "a guanto" o "a bozzolo", atrofia muscolare e riassorbimento osseo. Le bolle e le ulcere in regione perianale causano ragadi molto dolorose e con il tempo possono provocare stenosi e conseguente costipazione. L'osteopenia e l'osteoporosi sono frequenti. I pazienti affetta da questa patologia presentano un elevato rischio di sviluppare carcinomi spinocellulari, che insorgono in età giovanile, spesso da erosioni o ulcere croniche agli arti e tendono a recidivare con forme sempre meno differenziate che portano ad exitus dopo pochi anni.[9][10]
- L'epidermolisi bollosa distrofica recessiva generalizzata intermedia è una forma con caratteristiche cliniche simili alla precedente ma con lesioni più localizzate e distrofie di minore gravità. Il ritardo di crescita è lieve e le complicanze più gravi sono meno frequenti.[11]
- L'epidermolisi bollosa distrofica recessiva localizzata è una forma ad esordio in età neonatale o giovanile caratterizzata da bolle simili a quelle riscontrate nella forma intermedia ma limitate a mani e piedi con rare lesioni in altri distretti cutanei o alle mucose. Le lesioni guariscono con esiti cicatriziali e grani di miglio. Si associa spesso distrofia ungueale di entità da lieve a modesta.[12] È causata da due specifiche mutazioni composte di COL7A1.[13]
- L'epidermolisi bollosa distrofica recessiva inversa è una forma rara caratterizzata dalla formazione di bolle siero-emorragiche dolenti al collo, esofago, pieghe ascellari ed inguinali e regione lombare malgrado si possano riscontrare in minor misura e meno frequentemente in altre parti del corpo. Solitamente esordisce in età neonatale con lesioni non necessariamente prevalenti alle pieghe. Si associano opacità e ulcere corneali, distrofia ungueale, anomalie dentarie. Si riscontrano spesso lesioni erosive ed ulcere al cavo orale o esofagee che possono degenerare in stenosi esofagea mentre quelle vaginali in stenosi vaginale.[14]
- L'epidermolisi bollosa distrofica recessiva pretibiale è una forma rara con caratteristiche cliniche molto simili alla controparte a trasmissione autosomica dominante.
- L'epidermolisi bollosa distrofica recessiva pruriginosa è una forma rara con caratteristiche cliniche molto simili alla controparte a trasmissione autosomica dominante.
- L'epidermolisi bollosa distrofica recessiva centripeta è una forma estremamente rara ad esordio in età neonatale caratterizzata da formazione generalizzate di bolle a tronco e arti che si risolvono con esiti cicatriziali atrofici e grani di miglio. Le lesioni si concentrano poi simmetricamente alle mani e ai piedi e nel corso degli anni tendono a seguire un pattern centripeto.[15]
- La dermolisi bollosa distrofica transitoria recessiva del neonato è una forma rara con caratteristiche cliniche molto simili alla controparte a trasmissione autosomica dominante.

## Terapia
Il trattamento mira soltanto alla cura dei sintomi che vengono manifestati, soprattutto possibile infezioni e traumi. Per quanto riguarda l'impiego farmaceutico ad uso topico serve per contrastare le bolle mentre gli steroidi se non utilizzati in modo continuo possono essere d'aiuto.

## Prognosi
Dipende dalla forma della patologia: nella variante Hallopeau-Siemens le cicatrici sono talmente vaste che nei primi dieci anni del bambino spesso si assiste ad una fusione delle dita. Se si associano complicanze cardiache bisogna prestare la massima attenzione e cambiare la propria dieta per non rischiare conseguenze fatali.